# Kivutrast
Kivutrast (Zoothera tanganjicae) är en fågel i familjen trastar inom ordningen tättingar. Fågelns utbredningsområde är bergsskogar i östra Zaire, Rwanda, norra Burundi och sydvästra Uganda. IUCN kategoriserar arten som nära hotad.